# Amici per la vita (film 2003)
Amici per la vita (Cowboys & Angels) è un film del 2003 diretto da David Gleeson.

## Trama
Lo sfortunato funzionario pubblico Shane Butler si trasferisce in un appartamento con Vincent Cusack, uno studente di moda gay che pianifica di finire l'università e trasferirsi a New York per lavorare una sua linea di moda. Vincent prende Shane sotto la sua ala protettiva e lo incoraggia a rilassarsi di più. In fretta i due diventano grandi amici, ma la vita di Shane inizia a divenire incontrollabile quando viene coinvolto da un anziano funzionario in un giro di droga.
Vincent e Shane vengono arrestati per possesso di droga. Il giovane si fa prendere dal panico temendo che in caso di condanna il suo sogno di andare a New York finirà in fumo. Proprio quando tutto sembra essere perduto, tutto si risolve: le  accuse a loro carico decadono ed i due vengono rilasciati. Dopo quanto accaduto Shane è più che mai deciso a cambiare vita e Vincent lo incoraggia ad entrare nella scuola d'arte.
Il film termina con Vincent che sale su un aereo diretto a New York mentre Shane segue il consiglio dell'amico ed entra nella scuola d'arte.

## Riconoscimenti[1]
- 2004 - Dallas OUT TAKES
  - Miglior attore a Michael Legge
- 2004 - Giffoni Film Festival
  - Premio Arca Enel a David Gleeson
  - AGIS Gold Medal a David Gleeson
- 2004 - Irish Film and Television Awards
  - Irish Film and Television Award per i migliori costumi a Grania Preston
  - Nomination Irish Film and Television Award al miglior film irlandese
  - Nomination Irish Film and Television Award per la migliore scenografia a Jim Furlong
  - Nomination Best New Talent a Allen Leech
- 2004 - Newport Beach Film Festival
  - Jury Award for Feature Film - Best Screenplay - Drama a David Gleeson